# Stormossen (sumpmark i Finland, Nyland, lat 60,12, long 24,52)
Stormossen är en våtmark i Finland. Den ligger i Kyrkslätt i landskapet Nyland, i södra delen av landet, 24 km väster om huvudstaden Helsingfors.